# Jamathi

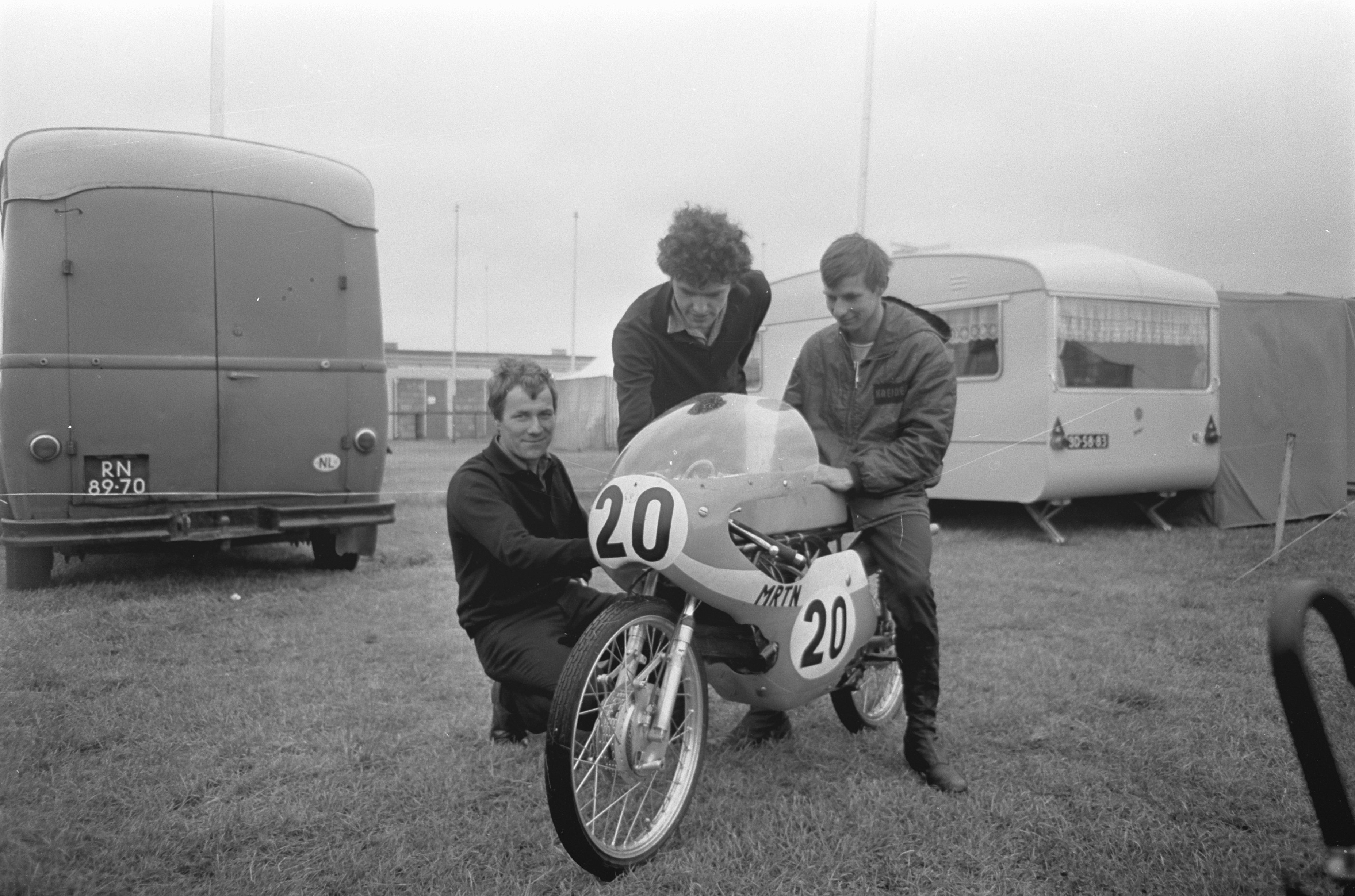
Van links naar rechts Martin Mijwaart, Paul Lodewijkx en Aalt Toersen zittend op een Jamathi-racer tijdens de TT van Assen in 1968.

Jamathi was een klein Nederlands raceteam dat onder die noemer tussen 1965 en 1974 eigen racemotoren en bromfietsen op de weg bracht. Nationaal maar vooral internationaal was Jamathi actief in de klasse 50cc en behaalde daarin onder meer negen grand-prixoverwinningen. De thuisbasis voor de ontwikkeling en productie lag in Nederhorst den Berg, later (ook) Amsterdam en Breukelen. De kern van het team werd gevormd door twee constructeurs (Jan Thiel en Martin Mijwaart), voor de racerij aangevuld met een wisselend rijdersbestand waaronder Paul Lodewijkx, Aalt Toersen en Theo Timmer. 

## Geschiedenis

### Racerij

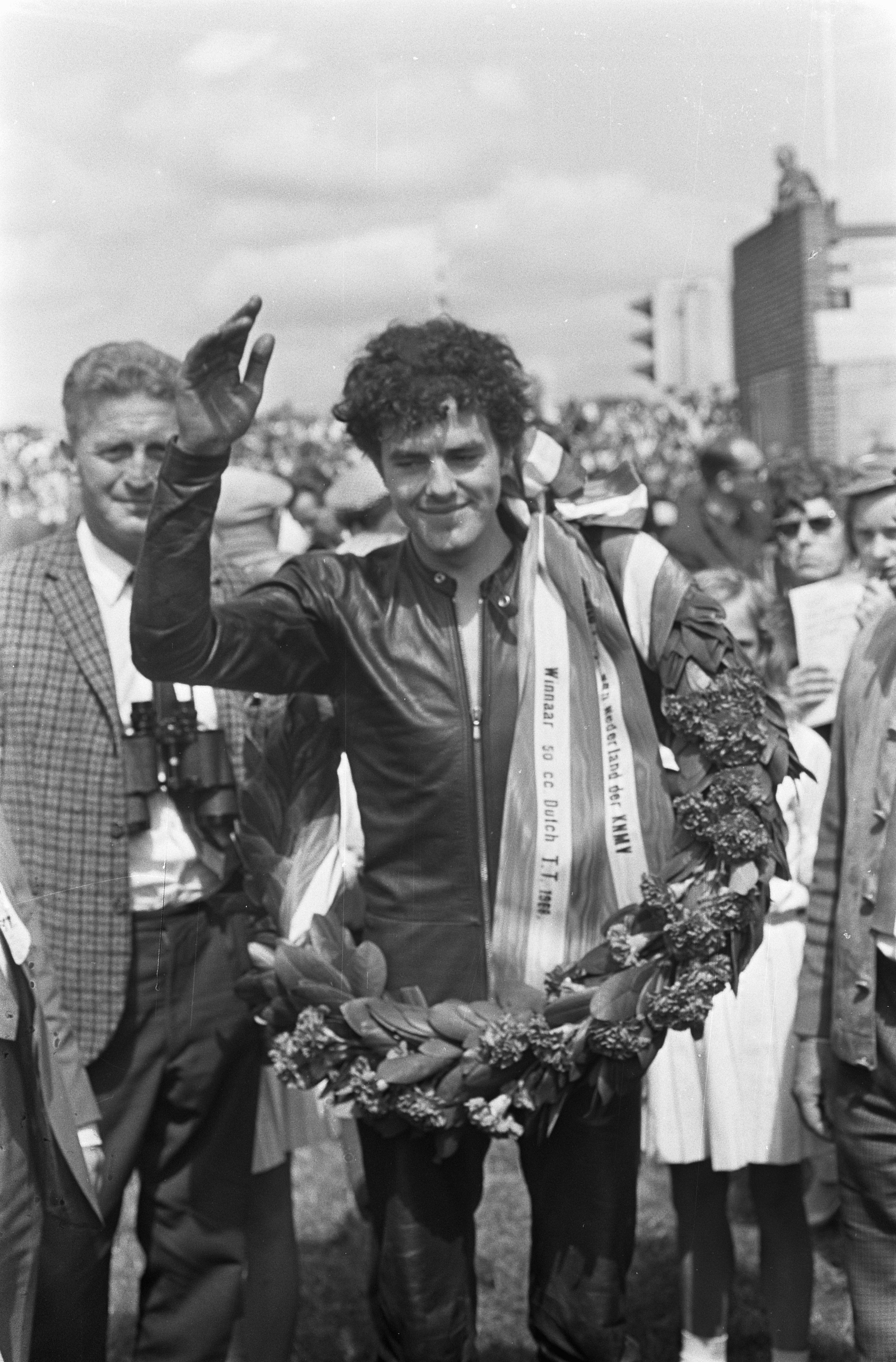
Lodewijkx in 1968 na de overwinning in de TT van Assen.

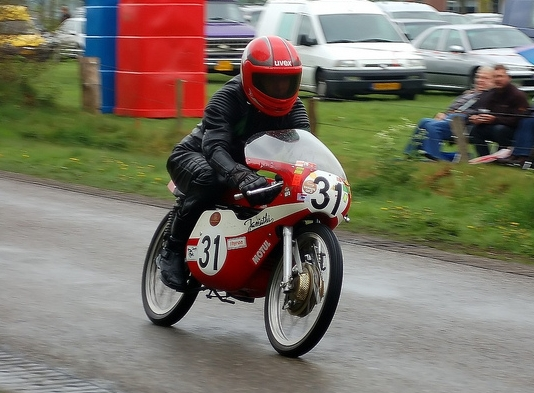
Jamathi-racer uit 1970.

Thiel en Mijwaart waren in 1962 begonnen met sleutelen in een schuurtje in Nederhorst den Berg. Al vroeg kwam de jonge Lodewijkx erbij waarna het drietal gezamenlijk racete op hun eigenhandig geprepareerde racers. Thiel stopte in 1966 met racen om zich volledig toe te leggen op het ontwerpen, construeren en tunen van de machines. Mijwaart zou naast het constructeurschap nog diverse races rijden met Lodewijkx min of meer als de eerste vaste coureur. Het team had vooral binnen zijn internationale racegeschiedenis hooguit enkele racemotoren tegelijk op de baan; veelal een enkele motorfiets, die steeds verder verbeterd en vrijwel jaarlijks vernieuwd werd.
De eerste machines werden opgebouwd met Royal Nord-, Kreidler-, Adler-, NSU- en eigenbouw onderdelen, maar in 1964 waren er al vrijwel complete zelfbouwmachines, die onder de naam Tansini aan de start kwamen. De Italiaanse motorenfabrikant Tansini (waarschijnlijk Gino Tansini van het merk Gitan) had bij succes namelijk sponsorgeld in het vooruitzicht gesteld echter de Italiaanse fabrikant ging kort daarop failliet. Pas in 1965 verschenen de eerste machines onder de naam Jamathi op het circuit. De ietwat exotische naam van het merk was een samentrekking van de namen van de constructeurs; Ja van Jan, ma van Martin en thi van Thiel. In de beginjaren kwamen successen in de nationale wedstrijden zoals de overwinningen van Mijwaart in de wegrace van Zandvoort (1965) en Etten (1966).
De grootste wapenfeiten van Jamathi liggen in de internationale races. Het eerste grote succes was in 1968 toen Lodewijkx onverwacht de TT Assen won op een Jamathi. Het jaar erop behaalde hij drie grand-prixoverwinningen. Later dat jaar raakte Lodewijkx bij een verkeersongeval dusdanig gewond dat hij niet meer op het oude niveau kon terugkeren. Zijn opvolger Aalt Toersen won in 1970 eveneens drie grands-prix en versloeg onder meer de voornaamste concurrent Ángel Nieto in de grand-prix van België. Men kwam dat jaar het dichtst bij de wereldtitel met een tweede plaats bij zowel de coureurs als constructeurs. Dat racejaar werd ook voor Jamathi gekenmerkt door het (te) veel tijd kwijt zijn in de productie van gewone bromfietsen. Het team diende het verder doorlopend zijn bestaan te doen met beperkte financiële middelen, wat vooral een contrast was met de fabrieksteams met grote budgetten. Bijzonder is nog de opgestarte sponsoractie van een motorblad onder de lezers waarmee begin 1972 onder meer ruim 31.000 gulden voor het Jamathi-raceteam werd opgehaald. Onderwijl was in 1970 Jamathi-monteur Theo Timmer voor het team begonnen met racen. In 1971 behaalde hij de nationale titel. Herman Meijer, die tevens onder meer versnellingsbakken voor Jamathi-racers vervaardigde, beklom dat jaar in de internationale races tweemaal het podium. In zowel 1972 als in 1973 behaalde Timmer als vaste coureur een grand-prixoverwinning waardoor hij beide keren derde werd in de einduitslag. Onder andere Börje Jansson en Cees van Dongen traden in de jaren 1970 op als invallend rijder. In 1974 volgde voor het team door de nieuwe vaste coureur Jan Bruins nog een enkele podiumplaats in de grands-prix. Juup Bosman haalde verder in 1974 het nationale kampioenschap op de Jamathi-racer uit 1968 maar later dat jaar hield Jamathi feitelijk op te bestaan. Wel verscheen in de nageschiedenis Timmer in 1975 en 1976 nog op een Jamathi-racer.

### Bromfietsen
In samenwerking met de firma Bruinsma (Henk Vink) werden in de hoop op meer financiële armslag vanaf 1969 door Thiel, Mijwaart en Lodewijkx bromfietsen geproduceerd in een zeer arbeidsintensief proces. De racerij kwam noodgedwongen daarmee minder op de voorgrond. De bromfiets, de Jamathi TT, was onder andere voorzien van een dubbel wiegframe met een buddy en polyester tank. Diverse delen van de bromfiets kwamen van andere fabrikanten zoals een al dan niet aangepast Minarelli P4-motorblok met vier voetversnellingen maar ook bijvoorbeeld vrijwel alle onderdelen in de voorzijde. In 1970 werd het eerste type bromfiets op diverse plaatsen gewijzigd waardoor het dan ontstane tweede type onder meer een ander wiegframe kreeg. In 1971 verlieten de drie Jamathi-leden definitief de bromfietsproductie. Daarna werden uit de restvoorraad overigens nog deze bromfietsen gebouwd die de naam Silverstone kregen omdat ze officieel geen Jamathi meer mochten heten. 
In totaal zijn er maximaal zo'n 1300 bromfietsen, vermoedelijk circa 1000 stuks, geproduceerd in de twee types. Er waren van Jamathi nog plannen andere gemotoriseerde tweewielers uit te brengen maar veel verder dan het bouwen van enkele prototypes zoals de Jamathi Kolibri (171cc trialmotor) is dit niet gegaan.

### Nageschiedenis
Jan Thiel en Martin Mijwaart vertrokken in 1974 naar Italië, om daar te werken aan het construeren en bouwen van de Piovaticci-racemotoren. Er werden vaak revolutionaire nieuwe snufjes in de machines verwerkt. Korte tijd later ging het duo aan de slag bij Bultaco in Spanje. Jan Thiel zou later met Garelli de man zijn achter de vele wereldtitels van Ángel Nieto. 
In de jaren 90 ging Thiel naar Aprilia om daar de 125 en 250cc racemachines te ontwerpen. Mede dankzij het werk van Jan Thiel hebben grote namen als Valentino Rossi, Max Biaggi, Loris Capirossi en Jorge Lorenzo vele overwinningen en kampioenschappen behaald met Aprilia. 
Eind 2007 stopte Jan Thiel met zijn werk bij Aprilia en ging met zijn vrouw in Thailand wonen.